# 코르세어

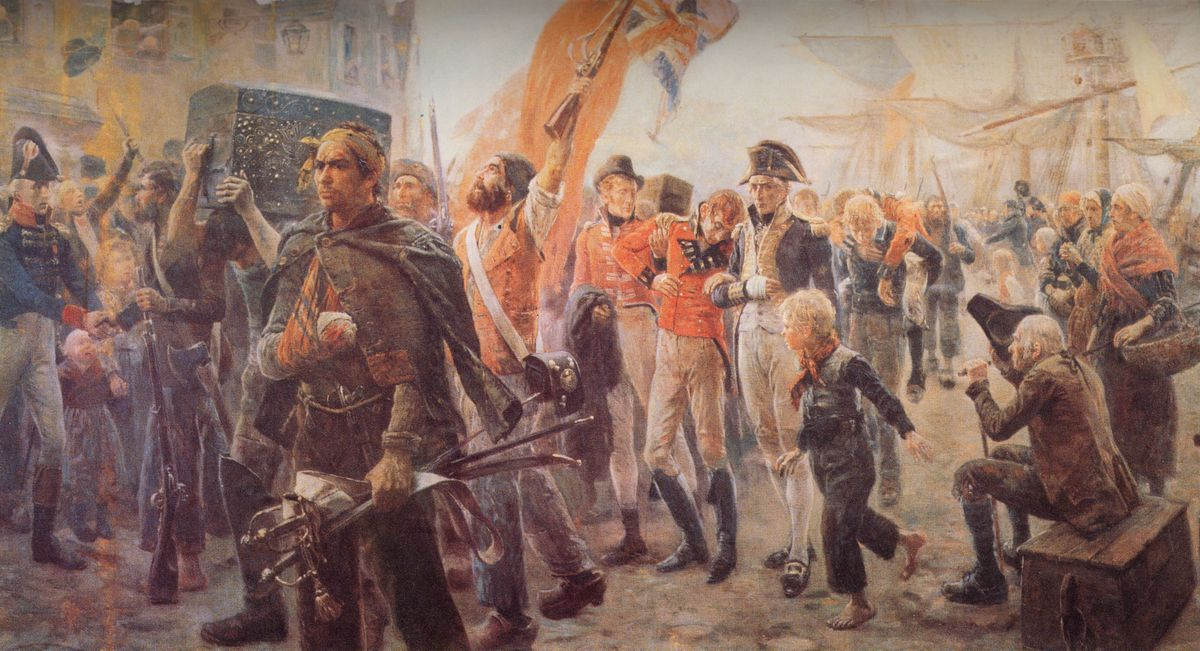
영국 배를 털고 선원들을 포로로 잡은 코르세어.

코르세어(프랑스어: corsaire)는 프랑스 왕국의 편에 서 해적행위를 한 사략해적들이다. 약탈한 물자는 경매에 부쳐 처리했으며 코르세어 선장에게 몫이 주어졌다. 코르세어는 프랑스 해군 군인은 아니었으나 프랑스 및 그 연합국들에게 합법적인 전투원으로 인정받았다. 프랑스 왕을 위해 일한다는 구실을 통해 코르세어는 적에게 붙잡히면 해적 취급이 아닌 전쟁포로 대우를 요구할 수 있었다. 북아프리카 해안의 바르바리 해적도 "튀르크 코르세어"라고 불리기도 한다.